# Ali Fethi Okyar
Ali Fethi Okyar (Prilep, 29 aprile 1880 – Istanbul, 7 maggio 1943) è stato un politico turco, Primo ministro della Turchia e Presidente del Parlamento.

## Biografia
Nato a Prilep, nell'allora Macedonia ottomana, da una benestante famiglia di etnia circassa, durante l'ultima decade dell'Impero ottomano ha lavorato come ufficiale militare e diplomatico. Dall'agosto all'ottobre 1923 è stato l'ultimo Presidente del Governo della Grande Assemblea Nazionale Turca e dal 22 novembre 1924 al 3 marzo 1925 è stato 3º Primo ministro della Turchia nel suo governo.
Inoltre è stato il secondo Presidente della Grande Assemblea Nazionale Turca, in carica dal novembre 1923 al novembre 1924, dopo Mustafa Kemal Atatürk.
È stato Ministro della difesa nazionale dal novembre 1924 al marzo 1925 e Ministro della giustizia dal maggio 1939 al marzo 1941.